# Xaver Bittl
 Xaver Bittl (* 6. Januar 1943 in Sappenfeld) ist ein deutscher Politiker (CSU).

## Werdegang
Bittl machte das Abitur am Willibald-Gymnasium Eichstätt und studierte Agrarwissenschaften mit dem Schwerpunkt Ökonomik. Er machte die Diplomprüfung an der TU München in Weihenstephan, war anschließend Referendar und machte das Staatsexamen. Er war danach wissenschaftlicher Mitarbeiter am Institut für Angewandte landwirtschaftliche Betriebslehre in Weihenstephan mit Promotion. Seither war er als Landwirtschaftsberater und -lehrer im landwirtschaftlichen Staatsdienst an verschiedenen Ämtern Bayerns und der Führungsakademie in München tätig, zuletzt war er Leiter des Amts für Landwirtschaft und Bodenkultur in Ingolstadt.
1984 wurde Bittl Mitglied des Kreistags Eichstätt, wo er von 1984 bis 1992 Sprecher der CSU-Fraktion war. Er war von 1983 bis 1989 stellvertretender CSU-Ortsvorsitzender in Eichstätt, 1989 wurde er Vorsitzender des CSU-Kreisverbands Eichstätt. Von 1990 bis zum 30. April 1996 war er Mitglied des Bayerischen Landtags, danach wurde er Landrat des Landkreises Eichstätt. Dieses Amt hatte er bis 2008 inne.
Er ist Mitglied der katholischen Studentenverbindung K.St.V. Isaria Freising.